# Tschirgant
Tschirgant (2370 m n. m.) je hora nedaleko Imstu ve spolkové zemi Tyrolsko v Rakousku. Vrchol leží na hranici obcí Karrösten a Karres. Název této hory je pravděpodobně odvozen od jejího vrcholu ve tvaru lopaty, který zachoval staré nářeční slovo pro lopatu.

## Poloha
Tschirgant je hlavním vrcholem stejnojmenného masivu, který se táhne od vrcholu Tschirgantu na jihozápadě až po 2096 m vysoký vrchol Simmering na severovýchodě. Leží mezi údolími Gurgltal na severu a Oberinntal na jihu. Masiv Tschirgant tvoří nejzápadnější výběžek Miemingerského pohoří (Mieminger Kette) Severních vápencových Alp ve Východních Alpách.
Pod Tschirgantem vede 5100 m dlouhý Roppenský tunel Inntalské dálnice A12. Východně od něj byl plánován další tunel přes masiv Tschirgant, Tschirgantský tunel z Haimingu do Nassereithu.

## Geologie
Horský masiv je tvořen wettersteinskými vápenci a dolomity a má krasové útvary. Horský hřeben, který zužuje údolí řeky Inn (Inntal) do soutěsky Imst, se skládá z několika rovnoběžných záhybů, které klesají k východu. V oblasti Weißen Wand (Bílé stěny) se nachází několik zlomových linií, na kterých došlo asi před 3000 lety k mohutnému sesuvu o objemu 240 milionů m³ a ploše o rozloze 13 km², který byl původně datován do konce doby ledové. V roce 1987 však povodeň odhalila pod sesuvnými štěrky pohřbené kmeny stromů, jejichž stáří bylo možné určit. Navzdory časovému odstupu mezi touto událostí a ústupem ledovce Inn se má za to, že sesuv byl způsoben nedostatkem protitlaku. Kromě toho se jako příčina pohybu skalních masivů zkoumá několik zemětřesení o síle 5,5 až 6,5 stupně, na danou oblast poměrně silných, v krátkém časovém sledu a s malou hloubkou ohniska, která sesuvu předcházela a po roztátí podpůrného ledu dále destabilizovala horský svah.
Nánosy sesuvu tvoří morénový pahorkatinný terén mezi Haimingem, Roppen a ústím údolí Ötztalu. Zemědělsky neproduktivní území ("Forchet") je dnes druhově bohatý světlý borový les. Keřové patro zahrnuje dřišťál, jalovec a muchovník. V bylinném patře roste vřesovec pleťový.
Od 15. století se v Tschirgantu u Karröstenu těžilo olovo, stříbro a zinek. Kolem bývalých vchodů do štoly a odvalů vede geologická stezka ke Karröster Alm.

## Turistické trasy
Přístup na oblíbenou panoramatickou horu umožňují značené vysokohorské stezky z několika stran: Z jihu od Karrer Alm (1613 m) nad Karresem, od Haiminger Alm (1786 m) na východě a od Karröster Alm (1467 m) na severozápadě.

## Galerie

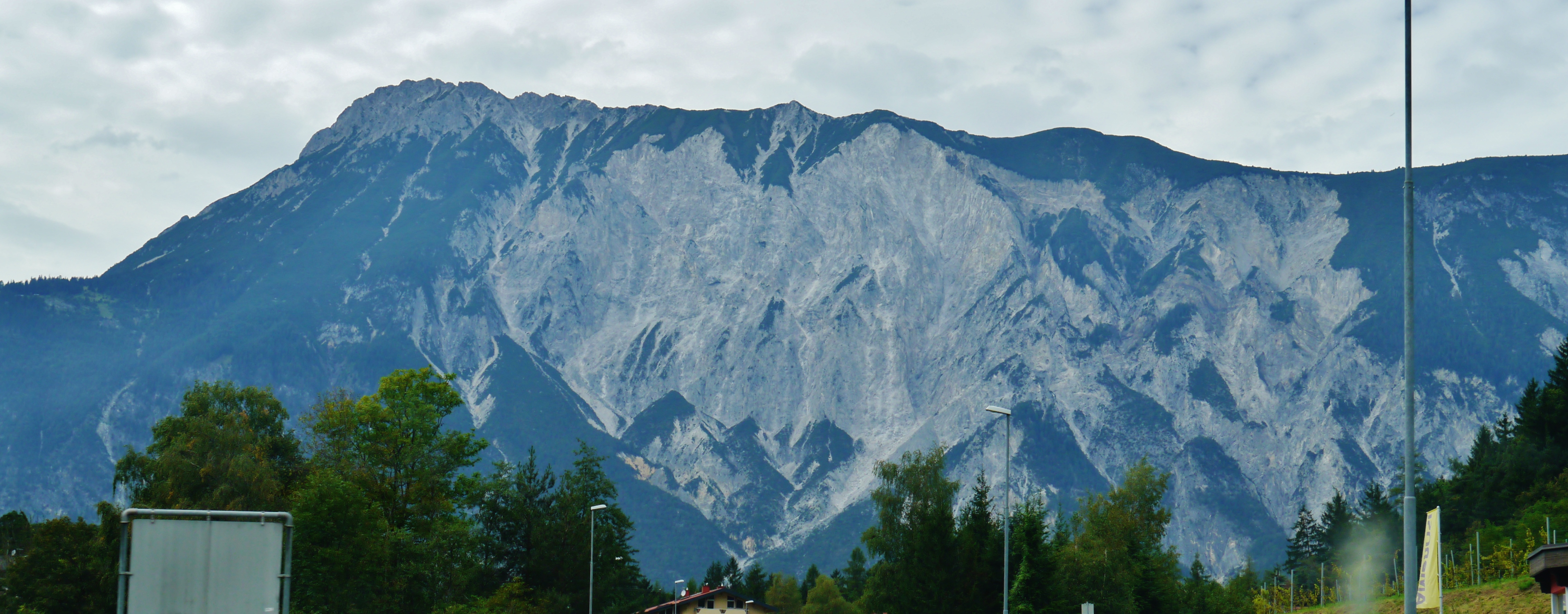
Hřeben Tschirgant
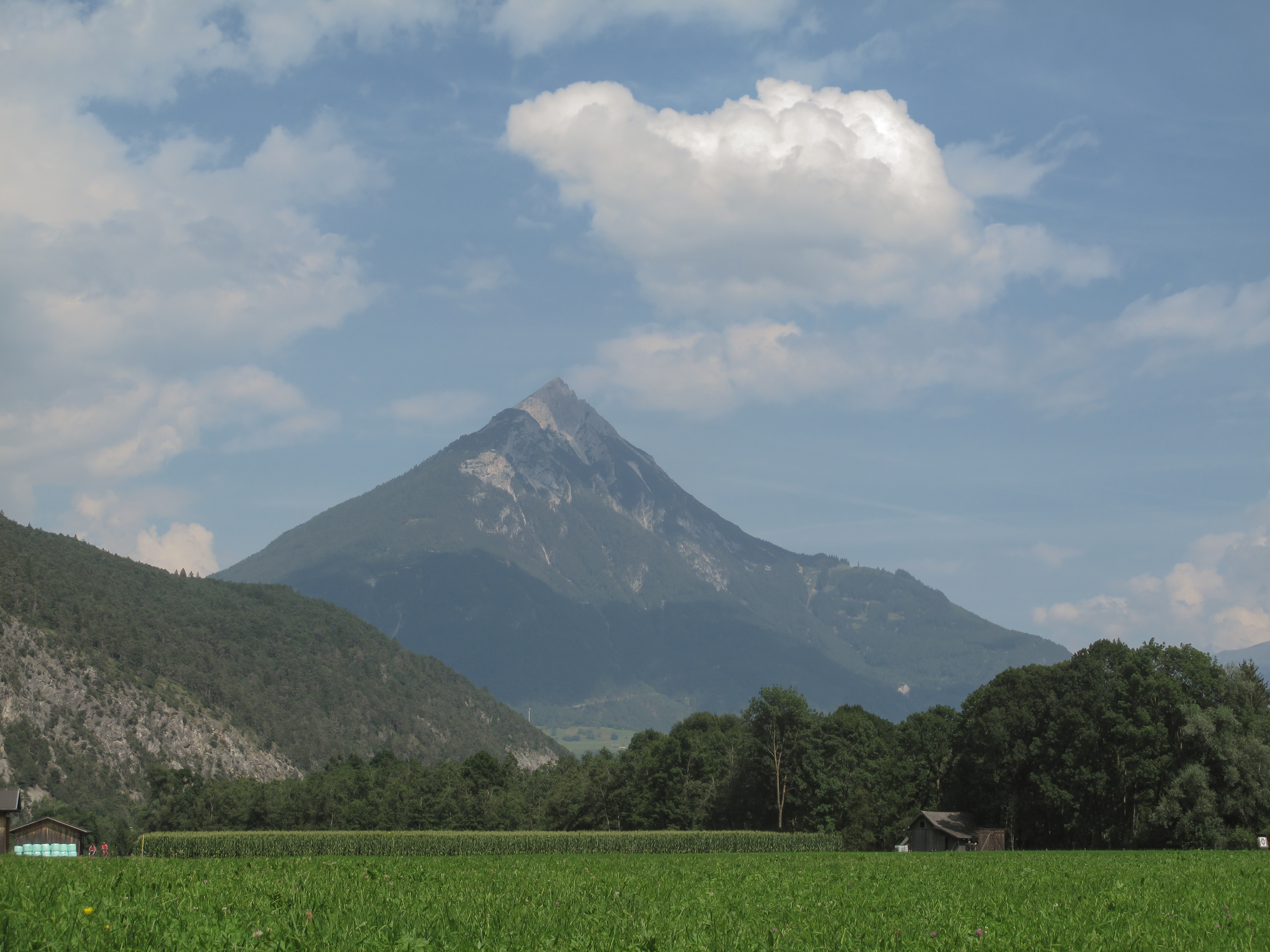
Tschirgant
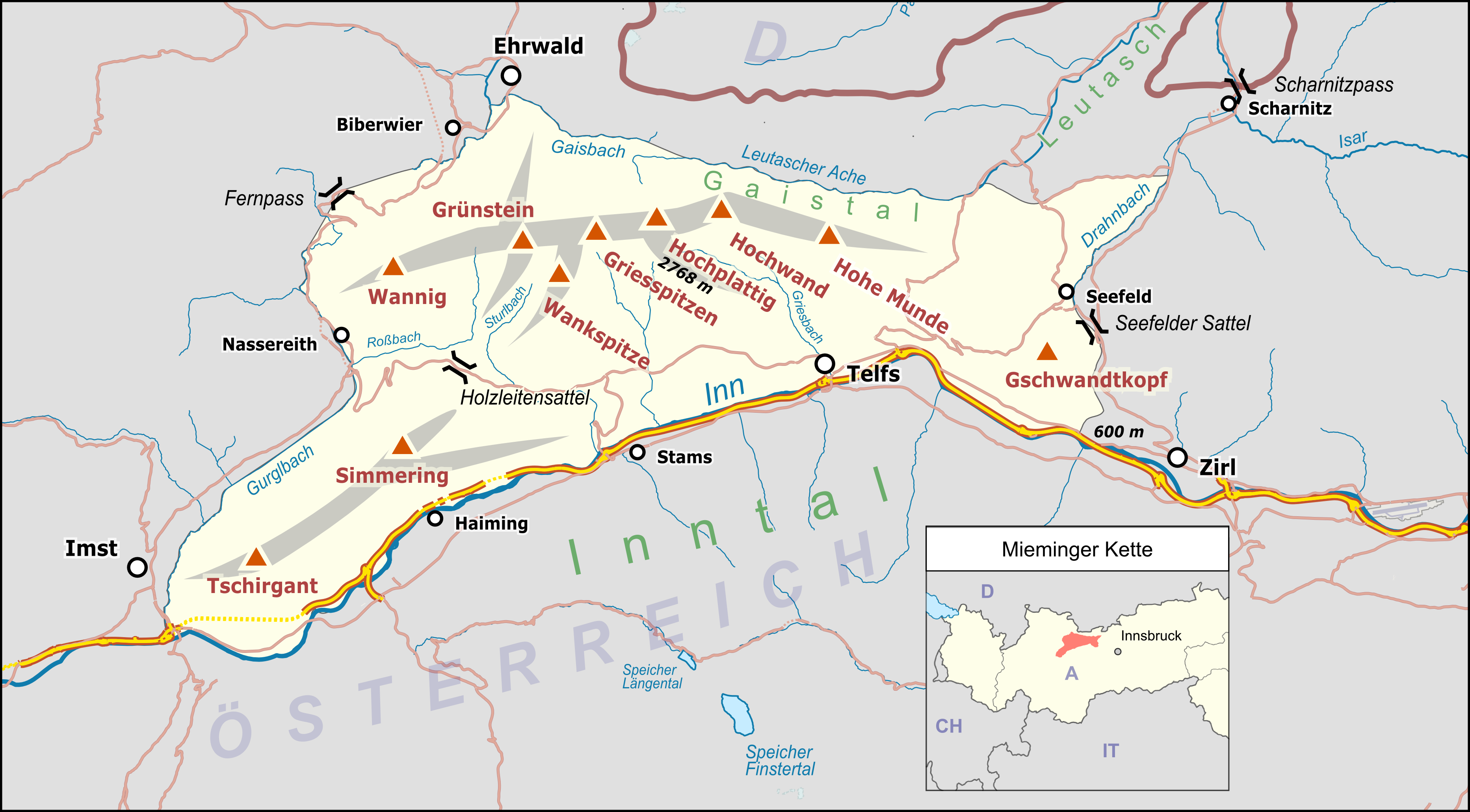
Miemingerské pohoří se hřbetem Tschirgant